# Saison 6 de Top Chef
Ne doit pas être confondu avec Saison 6 d'Objectif Top Chef.
La sixième saison de Top Chef, émission de télévision franco-belge de télé-réalité culinaire est diffusée sur M6 et sur RTL-TVI à partir du 26 janvier 2015 et jusqu'au 13 avril 2015. Elle est animée par Stéphane Rotenberg.
Xavier Koenig (19 ans) a remporté cette édition et 62 230 €.

## Principe
Après un casting réalisé en France et en Belgique, quinze espoirs de la cuisine s'affrontent dans différentes épreuves jugées par des jurys composés de chefs renommés ou de personnalités diverses, pour tenter de devenir le « Top Chef » de l'année et remporter jusqu'à 100 000 €.
Chaque semaine, un candidat est éliminé par le jury en fin d'émission, l'effectif des candidats se réduisant jusqu'à la finale qui voit s'affronter les deux derniers d'entre eux. La première émission fait exception avec trois candidats éliminés.
Pour la saison 6, la production fait évoluer de façon importante le format de l'émission :
- La durée de l'émission est raccourcie, et le nombre d'épreuves par émission limité à trois (quatre dans les saisons précédentes).
- Les règles des épreuves sont simplifiées, avec la fin des épreuves «à tiroir», qui imbriquaient les défis.
- Le déroulement de l'épreuve de la Dernière chance est diffusé, comme cela était le cas jusqu'à la saison 4 (lors de la saison 5, seule la dégustation était diffusée).
- Un jeune apprenti issu de l'émission Objectif Top Chef fait partie de la sélection de candidats.
- Les chefs sont présents aux côtés des candidats pendant toute la durée des épreuves (sauf pour l'épreuve de Dernière chance où les candidats restent seuls en cuisine).
- Au montage, une narration est assurée par les voix off des chefs et par des extraits d'interviews de ceux-ci (lors des saisons précédentes, il y avait très peu de voix off et on entendait surtout les candidats)[1],[2],[3],[4].

## Participants

### Jury
Le jury est composé des chefs Philippe Etchebest, Hélène Darroze, Michel Sarran et Jean-François Piège. Seul Jean-François Piège était présent lors des saisons précédentes, les trois autres sont de nouveaux jurés, qui succèdent aux anciens jurés Christian Constant, Ghislaine Arabian, Thierry Marx et Cyril Lignac. Philippe Etchebest était déjà connu des téléspectateurs de M6 pour le programme Cauchemar en cuisine. Le fort renouvellement du jury accompagne ainsi le renouvellement du format de l'émission. Les interactions et la complicité entre les membres du jury sont mises en valeur dans le nouveau format de l'émission.
Le jury comprend également des chefs invités sur la plupart des épreuves.

### Candidats
La saison 6 comprend quinze candidats,,,.
| Candidat | Candidat              | Âge    | Localisation         | Profession                                                      | Statut                      |
| -------- | --------------------- | ------ | -------------------- | --------------------------------------------------------------- | --------------------------- |
| ♂        | Xavier Koenig         | 19 ans | Kientzheim           | Apprenti et gagnant d'Objectif Top Chef                         | Gagnant                     |
| ♂        | Kévin d'Andréa        | 23 ans | Juan-les-Pins        | Sous-chef de La Passagère                                       | Finaliste                   |
| ♂        | Olivier Streiff       | 38 ans | Beaulieu-sur-Mer     | Chef à domicile                                                 | Demi-finaliste              |
| ♂        | Florian Chatelard     | 28 ans | Lyon                 | Chef à domicile                                                 | Éliminé le 30 mars 2015     |
| ♂        | Adel Dakkar           | 27 ans | Gannat               | Sous-chef au Saint-Paul                                         | Éliminé le 23 mars 2015     |
| ♂        | Christophe Pirotais   | 28 ans | Saint-Jorioz         | Chef du restaurant de l'hôtel Le Comptoir du Lac du Clos Marcel | Éliminé le 16 mars 2015     |
| ♀        | Vanessa Robuschi      | 32 ans | Marseille            | Chef de son restaurant Question de Goût                         | Éliminée le 9 mars 2015     |
| ♂        | Martin Volkaerts      | 23 ans | Genval               | Chef du restaurant familial L'Amandier                          | Éliminé le 2 mars 2015      |
| ♂        | Julien Machet         | 35 ans | La Tania             | Chef 1 étoile de son restaurant le Farça                        | Éliminé le 23 février 2015  |
| ♂        | Jérémy Moscovici      | 26 ans | Paris                | Chef de son restaurant le Pollop                                | Éliminé le 16 février 2015  |
| ♂        | Jean-Baptiste Ascione | 21 ans | Boulogne-Billancourt | Chef de partie au Masa                                          | Éliminé le 9 février 2015   |
| ♂        | Nicolas Pourcheresse  | 43 ans | Lille (Nord)         | Chef de son restaurant                                          | Éliminé le 2 février 2015   |
| ♀        | Harmony Brioude       | 23 ans | La Moutade           | Gouvernante chez des particuliers                               | Éliminée le 26 janvier 2015 |
| ♂        | Pierre Ciampi         | 25 ans | Noville-sur-Mehaigne | Chef de son restaurant La Garrigue                              | Éliminé le 26 janvier 2015  |
| ♀        | Fatimata Amadou       | 21 ans | La Courneuve         | Commis de cuisine au Salon Première Air France                  | Éliminée le 26 janvier 2015 |

### Progression des candidats
| Candidat              | Épisode 1            | Épisode 2 | Épisode 3 | Épisode 4 | Épisode 5 | Épisode 6 | Épisode 7 | Épisode 8  | Épisode 9 | Épisode 10 | Épisode 11 | Épisode 12 |
| --------------------- | -------------------- | --------- | --------- | --------- | --------- | --------- | --------- | ---------- | --------- | ---------- | ---------- | ---------- |
| Xavier Koenig         | Épreuve 3            | D.C.      | D.C.      | Épreuve 1 | D.C.      | Épreuve 1 | D.C.      | D.C.       | D.C.      | Épreuve 2  | Qualifié   | Gagnant    |
| Kévin d'Andréa        | Épreuve 2            | D.C.      | Épreuve 2 | Épreuve 1 | D.C.      | D.C.      | D.C.      | Épreuve    | D.C.      | Épreuve 1  | Qualifié   | Perdant    |
| Olivier Streiff       | Épreuve 2            | Épreuve 1 | Épreuve 1 | D.C.      | D.C.      | Épreuve 2 | Épreuve 2 | D.C.       | Épreuve 2 | D.C.       | Éliminé    | [ note 2 ] |
| Florian Chatelard     | Épreuve 1            | D.C.      | D.C.      | D.C.      | D.C.      | D.C.      | Épreuve 1 | Épreuve    | Épreuve 1 | Éliminé    |            | [ note 2 ] |
| Adel Dakkar           | Épreuve 2            | D.C.      | Épreuve 2 | Épreuve 2 | Épreuve   | Épreuve 2 | Épreuve 2 | D.C.       | Éliminé   |            |            | [ note 2 ] |
| Christophe Pirotais   | Épreuve 3            | Épreuve 2 | Épreuve 1 | D.C.      | Épreuve   | Épreuve 1 | Épreuve 2 | Éliminé    |           |            |            |            |
| Vanessa Robuschi      | Épreuve 1            | D.C.      | D.C.      | Épreuve 2 | Épreuve   | Épreuve 1 | Éliminée  | [ note 2 ] |           |            |            | [ note 2 ] |
| Martin Volkaerts      | Épreuve 1            | Épreuve 2 | Épreuve 1 | Épreuve 1 | D.C.      | Éliminé   |           | [ note 2 ] |           |            |            | [ note 2 ] |
| Julien Machet         | Épreuve 1            | D.C.      | Épreuve 2 | D.C.      | Éliminé   |           |           |            |           |            |            | [ note 2 ] |
| Jérémy Moscovici      | Épreuve 3            | D.C.      | D.C.      | Éliminé   |           |           |           | [ note 2 ] |           |            |            | [ note 2 ] |
| Jean-Baptiste Ascione | Épreuve 2            | D.C.      | Éliminé   |           |           |           |           |            |           |            |            | [ note 2 ] |
| Nicolas Pourcheresse  | Épreuve 3            | Éliminé   |           |           |           |           |           |            |           |            |            |            |
| Harmony Brioude       | Éliminée (épreuve 3) |           |           |           |           |           |           |            |           |            |            |            |
| Pierre Ciampi         | Éliminé (épreuve 2)  |           |           |           |           |           |           |            |           |            |            |            |
| Fatimata Amadou       | Éliminée (épreuve 1) |           |           |           |           |           |           |            |           |            |            |            |

Légende :
- Sauf mention plus explicite ou note, « Épreuve 1 » / « Épreuve 2 » / « Épreuve 3 » / « D.C. », signifie que le candidat s'est qualifié pour la semaine suivante grâce à une qualification lors de l'épreuve 1 de la semaine / l'épreuve 2 / l'épreuve 3 / l'épreuve de la Dernière chance
- Éliminé, signifie que le candidat a été éliminé à l'issue de l'épreuve de la Dernière chance
- concerne les candidats participants à une épreuve de la dernière chance
- indique que le candidat est présent lors de l'épreuve indiquée après avoir été précédemment éliminé de la compétition

Notes :
1. 1 2  Épreuve de la guerre des restos.
2. 1 2 3 4 5 6 7 8 9 10 11  Le candidat est présent dans cette épreuve en tant que commis pour aider les candidats encore en lice.
3. 1 2 3  Épreuves de la guerre des chefs.

## Déroulement

### Épisode 1
Cet épisode est diffusé pour la première fois le lundi 26 janvier 2015.
Les quinze candidats du concours se disputent les douze places restantes à la fin de l'épisode. Pour cela, ils sont répartis en trois groupes de cinq, chaque groupe étant confronté à une épreuve imaginée par un des trois nouveaux jurés du concours. Un candidat sera éliminé au sein de chaque groupe.
Le premier groupe est constitué de Julien, Vanessa, Martin, Florian et Fatimata. Le chef Philippe Etchebest demande aux candidats de réaliser un plat gastronomique à base de pâtes industrielles. Au terme de l'épreuve, les plats sont goûtés par Philippe Etchebest, Hélène Darroze, Michel Sarran et Jean-François Piège. Les plats de Martin et Florian sont jugés globalement réussis, tandis que les trois autres sont trouvés moins bons. C'est finalement Fatimata qui est éliminée.
Le deuxième groupe est constitué de Adel, Jean-Baptiste, Pierre, Olivier et Kévin. La chef Hélène Darroze propose comme épreuve de revisiter la poire belle Hélène. Là aussi, les quatre chefs goûtent les plats. À la dégustation, le jury a un coup de cœur pour l'assiette de Jean-Baptiste, aussi bien présentée qu'agréable en bouche. À l'inverse, c'est Pierre qui est éliminé, malgré une idée originale, puisqu'il a composé un dessert sans ajouter de sucre.
Le troisième groupe, constitué de Christophe, Jérémy, Nicolas, Xavier et Harmony, s'affronte dans la maison familiale du chef Michel Sarran. Ce dernier leur demande de revisiter un plat de son enfance : le poulet pomme de terre. Emportés par le stress, Christophe et Harmony ratent leurs plats tandis que les trois autres arrivent à faire bonne impression. Finalement, c'est Harmony qui est éliminée,,,,,,.

### Épisode 2
Cet épisode est diffusé pour la première fois le lundi 2 février 2015.
Pour la deuxième semaine de concours, les candidats sont répartis en deux groupes de six.
Le premier groupe, constitué de Adel, Nicolas, Xavier, Julien, Kévin et Olivier, participe à une nouvelle épreuve dans laquelle, pour la première fois dans l'histoire du concours, un membre du jury se mesure aux candidats. L'épreuve s'intitule « Qui peut battre Philippe Etchebest ». Les six candidats doivent cuisiner individuellement un panier de fruits en deux heures, tandis que le chef Philippe Etchebest ne dispose que d'une heure pour réaliser la même chose. À la fin de l'épreuve, Hélène Darroze déguste les plats à l'aveugle et établira un classement. Seuls les candidats ayant mieux réussi que le chef Etchebest seront qualifiés pour la semaine suivante, les autres iront en dernière chance. 
Après dégustation, Hélène Darroze annonce le classement des plats. Le plat d'Olivier (une tartelette framboise, mousseline amande vanille et sa vinaigrette de figue) est en première place, devant celui de Philippe Etchebest, suivi par ceux d'Adel, Xavier, Kévin, Sébastien et Julien. Olivier est donc le seul qualifié tandis que les autres partent en dernière chance.
Le second groupe est composé de Martin, Christophe, Jérémy, Florian, Jean-Baptiste et Vanessa. Les candidats, répartis en trois binômes, doivent reproduire à l'identique l'un des plats que le chef Jean-François Piège propose dans son restaurant. Celui-ci décidera à la fin de l'épreuve si le plat produit par chaque binôme mérite d'être envoyé dans son restaurant, auquel cas, le binôme sera qualifié. Dans le cas contraire, les deux candidats du binôme sont envoyés en dernière chance. Martin et Christophe doivent reproduire la poule au riz, Jérémy et Florian le carotte-bœuf, et Vanessa et Jean-Baptiste la blanquette de veau. Alors qu'ils semblaient bien partis, Jean-Baptiste et Vanessa sont pris par le temps et le montage, ce qui fait que leur assiette est la moins convaincante. Jérémy et Florian ont bien reproduit le visuel et les goûts mais pas la manière de les atteindre, de plus, ils n'ont pas bien écouté les conseils du chef, leur assiette n'est donc pas acceptée. Seul le plat de Martin et Christophe est retenu malgré une difficulté pour la raviole. Ils sont donc les seuls qualifiés tandis que les autres partent en dernière chance.
En épreuve de la dernière chance, les neuf candidats en danger ont une heure pour cuisiner l’œuf. Les neuf plats sont ensuite dégustés à l'aveugle par les quatre chefs du jury : Philippe Etchebest, Jean-François Piège, Michel Sarran et Hélène Darroze. Après dégustation, les chefs annoncent qu'ils ont eu un coup de cœur pour l'assiette de Jérémy (dessert à l'œuf de caille façon Thaï et siphon d'œuf vanille) et pour celle de Xavier (cannelloni de blanc d'œuf façon mimosa avec son émulsion hollandaise). En revanche, l'œuf vapeur marbré n'a pas convaincu le jury. C'est le plat de Nicolas qui donc est éliminé,.

### Épisode 3
Cet épisode est diffusé pour la première fois le lundi 9 février 2015.
Les onze candidats encore en lice sont répartis en deux groupes qui disputent chacun une épreuve.
Pour la première épreuve, six candidats cuisinent dans les décors du dessin-animé « Ratatouille » à Disneyland Paris. Les six candidats sont répartis en trois équipes : l'équipe rouge, constituée de Jérémy, Xavier et Jean-Baptiste, est coachée par le chef Philippe Etchebest. L'équipe bleue, constituée de Martin, Olivier et Christophe, est épaulée par Michel Sarran. Le but de l'épreuve est de revisiter la ratatouille pour en faire un plat gastronomique, chaque équipe réalisant trois assiettes (une par candidat). À l'issue de l'épreuve, Hélène Darroze et le critique gastronomique François Simon vont goûter les plats et sélectionner les trois meilleurs plats. L'équipe qui aura ainsi le plus de points remportera l'épreuve et se qualifiera, l'autre ira en dernière chance. À la fin de l'épreuve, les assiettes choisies sont celles d'Olivier (fleurs de courgettes farcies à la ratatouille), Jérémy (raviole de ratatouille en gelée de tomate) et Martin (cannellonis de courgettes farcis de ratatouille froide). C'est donc l'équipe d'Olivier, Martin et Christophe qui se qualifie avec deux points, celle de Jérémy, Xavier et Jean-Baptiste partant en dernière chance.
Pour la deuxième épreuve, les cinq autres candidats (Florian, Vanessa, Kévin, Adel et Julien) doivent réaliser un plat gastronomique à partir de produits simples que l'on trouve dans un frigo (carottes, œufs, fromage râpé, thon...). C'est le célèbre chef triplement étoilé Pierre Gagnaire qui a imaginé cette épreuve et qui jugera les candidats. Après dégustation des plats des candidats, Pierre Gagnaire qualifie Kévin (déclinaison de poireau entre terre et mer), Julien (raviole de jaune d’œuf à l'emmental râpé et thon mayonnaise au jus de pruneaux) et Adel (crème au lard et cromesquis de fromage). En revanche, Florian (millefeuille de pain de mie avocat-crabe) et Vanessa (millefeuille de fromage frais avec boulettes panées de carottes et saucisses, et tempura de carottes) partent en dernière chance.
Sur cette dernière chance, le thème de cette semaine est le bœuf, les candidats ont une heure pour en faire un plat d'exception. Les chef ont, à la dégustation, un coup de cœur pour l'assiette de Xavier (entrecôte rôtie accompagnée d'une purée de céleri), qui est le seul des cinq candidats à avoir pris le risque de réaliser un jus. En revanche, les assiettes de Jérémy (sashimi de bœuf thaï pour un bœuf-carottes cru façon maki) et de Jean-Baptiste (tartare de bœuf-carottes avec un crumble de parmesan) sont les deux moins convaincantes. Finalement, après délibération, c'est Jean-Baptiste qui est éliminé,.

### Épisode 4
Cet épisode est diffusé pour la première fois le lundi 16 février 2015.
Il reste dix candidats en compétition. Ils sont répartis en un groupe de six et un groupe de quatre, qui disputent chacun une épreuve qualificative différente.
Le thème de la première épreuve est donné par les chefs pâtissiers Christelle Brua et Yann Couvreur qui demandent aux candidats de revisiter la tarte aux pommes. Les candidats jouent leur qualification par équipes mais travaillent individuellement. Florian, Christophe et Julien forment une équipe épaulée par le chef Philippe Etchebest et affrontent Xavier, Martin et Kévin, coachés par le chef Michel Sarran. L'équipe victorieuse sera celle qui aura remporté le plus de points. Après dégustation des réalisations des six candidats, les chefs pâtissiers donnent un point à Julien (équipe Etchebest), Xavier et Kévin (tous deux de l'équipe Sarran). En outre, la tarte aux pommes de Xavier, coup de cœur des pâtissiers, sera adaptée pour être commercialisé dans un réseau d'hypermarchés. Avec deux points contre un, le trinôme de Michel Sarran est qualifié, tandis que Florian, Christophe et Julien sont envoyés en dernière chance.
Les quatre autres candidats, Adel, Olivier, Jérémy et Vanessa se rendent à Port-en-Bessin en Basse-Normandie où ils rejoignent Jean-François Piège pour l'épreuve des enfants. Les candidats doivent cuisiner du cabillaud en réalisant d'une part un plat ludique pour un jury d'enfants et d'autre part un plat gastronomique pour Jean-François Piège. Après dégustation, le jury d'enfants préfère l'assiette de Vanessa, tandis que Jean-François Piège retient celle d'Adel. Ces deux candidats sont qualifiés pour la suite du concours alors que Jérémy et Olivier sont envoyés en dernière chance.
Jérémy, Olivier, Florian, Christophe et Julien ont une heure pour cuisiner le canard. Les cinq plats sont dégustés à l'aveugle par Jean-François Piège, Hélène Darroze, Philippe Etchebest et Michel Sarran. Le jury a un coup de cœur pour l'assiette de sucré-salé avec de l'ananas de Christophe. Les assiettes d'Olivier (filets de canard baies de genièvre) et Florian (canard à l'orientale) sont qualifiées ensuite. L'élimination se joue entre le canard laqué croûte d'olives parmesan de Jérémy et le magret de canard sur le coffre et tartare de cuisse de Julien et c'est finalement Jérémy, dont le canard était à peine cuit, qui est éliminé,,.

### Épisode 5
Cet épisode est diffusé pour la première fois le lundi 23 février 2015.
Les neuf candidats encore en lice s'affrontent cette semaine sur la guerre des chefs. Hélène Darroze, Michel Sarran et Philippe Etchebest prennent chacun la tête d'une équipe de trois candidats pour tout l'épisode (à l'exception de la dernière chance). Ce type d'épisode spécial, qui sera repris lors de la saison 7, préfigure l'organisation de l'ensemble du concours avec des brigades, qui sera mise en place à partir de la saison 8.
Dans la première épreuve de la guerre des chefs, chaque équipe doit sublimer en une heure trente trois entrées de bistrot pour le chef Christian Constant, ancien juré de Top Chef : le poireau vinaigrette, l'œuf mimosa et le radis beurre. Dans chaque équipe, les chefs distribuent les rôles. Hélène Darroze (équipe jaune) charge Adel du poireau vinaigrette, Christophe de l'œuf mimosa et Vanessa du radis beurre : Adel concocte un coussinet de poireaux à l'anguille fumée, Christophe réalise une omelette blanche mayonnaise et Vanessa un plat de radis intitulé Du potager à l'assiette. Dans l'équipe rouge de Philippe Etchebest, Xavier se lance sur un cannelloni de poireau et os à moelle, Julien réalise un carpaccio d'œufs et anguille fumée et Martin réalise un radis en différentes textures. Chez Michel Sarran (équipe bleue), Florian fait un cannelloni de blanc d'œufs, Kévin réalise un tube de poireau farci sur une gelée d'eau de poireau et Olivier un plat avec une rosace de radis et beurre aux algues.
Christian Constant déguste d'abord les trois propositions de radis beurre, puis les trois poireaux-vinaigrette avant de s'attaquer aux œufs mimosa. Il donne ensuite son verdict : l'assiette de radis beurre qu'il a préféré est celle de Vanessa. L'équipe d'Hélène Darroze reçoit donc un point., puis un second car l'assiette d'Adel est également préférée sur le poireau vinaigrette. Enfin l'équipe de Philippe Etchebest reçoit un point pour l'œuf mimosa de Julien. L'équipe de Michel Sarran n'a reçu aucun point : ses trois candidats, Florian, Kévin et Olivier sont envoyés en dernière chance.
Les deux équipes victorieuses s'affrontent sur la seconde épreuve de la guerre des chefs : l'épreuve mythique de la boîte noire. C'est Michel Sarran qui défie les équipes des deux autres chefs en leur soumettant un plat de sa composition (une ballottine de volaille fermière enveloppée au lard fumé, gelée de concombre, œuf de caille au yuzu et kadaif et crumble de carottes fanes). Chacune des deux équipes envoie deux candidats pour goûter le plat dans l'obscurité : Julien et Xavier ne reconnaissent pas le poulet, mais Vanessa et Christophe ne font pas mieux, même s'ils identifient mieux les légumes. Les équipes se lancent dans les préparations pour essayer de reproduire ce plat goûté dans la chambre noire. Un peu plus tard, les chefs entrent à leur tour avec leur troisième candidat dans la boîte noire pour essayer de trouver plus d'éléments. Enfin, un candidat de chaque équipe (Adel et Xavier) peut retourner dans la boîte noire pour voir le plat sous la lumière pendant quinze secondes afin de visualiser son dressage.
Michel Sarran examine les propositions des équipes et les déguste. Il donne la victoire à l'équipe d'Hélène Darroze. Les trois candidats de l'équipe jaune : Adel, Vanessa et Christophe sont donc qualifiés tandis que les trois candidats de Philippe Etchebest sont envoyés en dernière chance.
En dernière chance, Kévin, Florian, Olivier, Julien, Xavier et Martin ont une heure pour réaliser un plat gastronomique à base d'agrumes. Les plats sont dégustés à l'aveugle par le jury. L'assiette d'Olivier est coup de cœur du jury. L'assiette de Kévin est qualifiée facilement elle aussi. C'est Julien, chef étoilé, qui est éliminé,,,,.

### Épisode 6
Cet épisode est diffusé pour la première fois le lundi 2 mars 2015.
Il reste huit candidats en compétition. Ceux-ci sont séparés en deux groupes de quatre, chacun disputant une épreuve différente.
La première épreuve se déroule dans les cuisines de Top Chef. Vanessa et Florian affrontent Christophe et Xavier et le thème de l'épreuve est donné par le boulanger lillois Alex Croquet, surnommé le « fou du pain », et Philippe Etchebest : les binômes doivent réaliser une assiette gastronomique à base de pain. Les quatre candidats doivent également réaliser individuellement une tartine salée qui servira à départager les membres du binôme perdant. Les candidats sont déstabilisés par le thème de l'épreuve,.
| Candidats  | Assiette à base de pain                                      | Tartine                                                           | Verdict                                                                      |
| ---------- | ------------------------------------------------------------ | ----------------------------------------------------------------- | ---------------------------------------------------------------------------- |
| Florian    | Panna cotta à la croûte de pain, pain perdu et soupe de pain | Tartine forestière                                                | Le candidat est envoyé en dernière chance                                    |
| Vanessa    | Panna cotta à la croûte de pain, pain perdu et soupe de pain | Tartine de makis de viande séchée et raisins caramélisés au Porto | La candidate, non qualifiée pour son assiette, est qualifiée pour sa tartine |
| Christophe | Sandwich de pain au maquereau, poêlée de poireaux            | Makis de viande de grison à l'estragon                            | Les deux candidats sont qualifiés pour leur assiette                         |
| Xavier     | Sandwich de pain au maquereau, poêlée de poireaux            | Chips de pain de mie                                              | Les deux candidats sont qualifiés pour leur assiette                         |

Les assiettes sont dégustées par Alex Croquet et Philippe Etchebest. Après dégustation, c'est le plat de Christophe et Xavier qui est retenu par le jury. Ces deux candidats sont donc qualifiés pour la semaine suivante du concours. Ce sont Michel Sarran et Hélène Darroze qui dégustent ensuite les tartines de Florian et Vanessa pour les départager. Ils qualifient Vanessa et envoient Florian en dernière chance.
Les quatre autres candidats, Kévin, Olivier, Adel et Martin, sont accueillis par Jean-François Piège et le chef Alexandre Gauthier au restaurant La Grenouillère à La Madelaine-sous-Montreuil. Alexandre Gauthier, considéré comme « le chef le plus créatif de sa génération »,, habitué aux associations étranges, leur demande de réaliser un plat gastronomique à partir d'associations « improbables » d'ingrédients, tirées au sort par les candidats : poires et salsifis, huîtres et vanille, fraises et pommes de terre et coques et clémentines.
| Candidat | Ingrédients                | Plat                                                                                                   | Verdict                                          |
| -------- | -------------------------- | --- | ------------------------------------------------ |
| Kévin    | Fraises et pommes de terre | Millefeuille cru-cuit de pommes de terres à la fraise, purée de pommes de terre et fraises à la menthe | Le candidat est envoyé en dernière chance        |
| Adel     | Coques et clémentines      | Coques et clémentine avec purée de carottes et des endives                                             | Le candidat est qualifié par Jean-François Piège |
| Martin   | Huîtres et vanille         | Huîtres pochées et gaspacho de concombre vanillé avec une tempura d'huîtres                            | Le candidat est envoyé en dernière chance        |
| Olivier  | Poires et salsifis         | Salsifis en deux textures, tartare de poire et sauce café                                              | Le candidat est qualifié par Alexandre Gauthier  |

Après dégustation des quatre assiettes, chaque chef désigne celle qu'il a préféré. Jean-François Piège qualifie Adel pour son plat associant coques et clémentines tandis qu'Alexandre Gauthier qualifier Olivier pour son association de poires et salsifis. Kévin et Martin sont envoyés en dernière chance.
Kévin, Martin et Florian doivent donc se départager en épreuve de la dernière chance. Ils ont une heure pour sublimer l'agneau. Florian réalise une Selle d'agneau farcie aux pignons de pain et abricots secs ; Martin sert un Filet d'agneau à la betterave (filet d'agneau rosé et déclinaison de betteraves) ; Kévin cuisine un Agneau aux poivrons (agneau aux herbes façon makis, coulis de poivrons rouges et son jus d'herbes).
Les trois assiettes sont dégustées à l'aveugle par Michel Sarran, Hélène Darroze, Jean-François Piège et Philippe Etchebest et ceux-ci décident d'éliminer le filet d'agneau rosé. C'est donc Martin qui est éliminé,,,.

### Épisode 7
Cet épisode est diffusé pour la première fois le lundi 9 mars 2015.
Les sept candidats en compétition participent tous à la première épreuve qui est l'épreuve des proches. Jean-François Piège, après avoir présenté son interprétation du blanc-manger, demande aux candidats de revisiter et moderniser un plat de leur enfance en deux heures en se faisant assister d'un de leurs proches. Ce sont ces derniers qui choisissent les plats à revisiter.
| Candidat   | Proche               | Plat revisité                        | Verdict                                           |
| ---------- | -------------------- | ------------------------------------ | ------------------------------------------------- |
| Florian    | son père             | huîtres gratinées au poireau         | Le candidat est qualifié pour la semaine suivante |
| Adel       | sa mère              | bœuf bourguignon                     | -                                                 |
| Kévin      | sa sœur              | pâtes à la carbonara                 | -                                                 |
| Xavier     | son père             | choucroute garnie et knepfle         | -                                                 |
| Christophe | sa compagne          | poulet basquaise                     | -                                                 |
| Vanessa    | son ancien compagnon | ravioles aux légumes oubliés         | -                                                 |
| Olivier    | sa nièce             | risotto de crevettes et langoustines | -                                                 |

Dans l'émission, les préparatifs d'Olivier et de Vanessa ne sont quasiment pas montrés à l'écran. Après dégustation des plats par Jean-François Piège, c'est Florian qui est qualifié pour la semaine suivante.
La seconde épreuve consiste à revisiter des plats de goûter des enfants. Les six candidats restants sont séparés en deux équipes : l'équipe rouge (Vanessa, Kévin et Xavier) affronte l'équipe bleue (Olivier, Christophe et Adel) au cours de trois duels individuels. Xavier (rouge) et Olivier (bleu) s'affrontent sur le thème de la charlotte aux fruits. Vanessa (rouge) et Adel (bleu) s'affrontent sur le thème des gaufres. Kévin (rouge) et Christophe (bleu) doivent réaliser un plat salé en trompe-l'œil.
Les réalisations des candidats sont dégustées par Hélène Darroze, ses deux filles et les amis de celles-ci. Kévin (rouge) marque un point pour le trompe l'œil et Olivier (bleu) un point pour la charlotte. Hélène Darroze n'arrive pas à départager les deux gaufres mais les enfants donnent le dernier point à Adel (bleu). L'équipe bleue est donc qualifiée, tandis que Xavier, Vanessa et Kévin sont envoyés en dernière chance.
Xavier, Vanessa et Kévin ont une heure pour réaliser un plat à base de saumon. Kévin réalise un saumon confit et choux fleurs. Vanessa cuit un pavé de saumon à l'unilatérale. Xavier fait un saumon confit accompagné d'un fenouil en trois textures. Les plats sont dégustés à l'aveugle par les chefs Etchebest, Piège, Darroze et Sarran qui apprécient les trois assiettes. Les candidats reviennent ensuite en cuisine pour découvrir le verdict. Les chefs annoncent qu'ils ont eu un coup de cœur pour l'assiette de Kévin. Ils décident de ne pas retenir le pavé de saumon. C'est donc Vanessa, la dernière femme du concours, qui est éliminée,,,,,,.

### Épisode 8
Cet épisode est diffusé pour la première fois le lundi 16 mars 2015.
Les six candidats restants sont réveillés dans leur hôtel à cinq heures du matin par Philippe Etchebest. Le chef forme trois binômes pour l'épreuve de la guerre des restos : Olivier et Xavier ; Kévin et Florian ; Adel et Christophe. Les candidats se rendent ensuite à Épernon (Eure-et-Loir) pour visiter trois établissements vacants : une pizzeria vénitienne à la décoration kitsch mais à la cuisine bien équipée, un bistro et une crêperie vieillotte et moins bien équipée que les deux autres. La nouvelle formule de Top Chef ne comprenant plus d'épreuve coup de feu, permettant de déterminer quel candidat distribue les restaus, les six candidats doivent trouver eux-mêmes un consensus pour se répartir les trois lieux : Olivier et Xavier prennent la pizzeria, Kévin et Florian le bistro et Christophe et Adel la crêperie. Ils ont ensuite jusqu'au lendemain soir pour transformer les lieux et y ouvrir leur propre restaurant de quinze couverts avec 2500 € pour la déco et les ingrédients nécessaires au menu.
Dans la pizzeria, Olivier prend la tête du binôme et les choses de passent de façon fluide. Le concept sera celui d'un restaurant gothique et baroque nommé « les Poètes du goût ». Après avoir acheté ses éléments de déco puis, le lendemain matin, ses ingrédients, le binôme découvre qu'il sera assisté par un ancien candidat : Martin (éliminé lors de l'épisode 6).
Dans la crêperie, Adel et Christophe parviennent à se mettre d'accord sur le nom du restaurant « l'Épicurieux ». Ils partent sur l'idée d'un show culinaire avec une cuisine ouverte. Ils sont assistés par Vanessa.
Dans le bistro de Kévin et Florian, le dialogue est plus compliqué et Kévin impose son choix de faire un concept culinaire et décoratif autour du cochon, inspiré dun bouchon lyonnais. Le restaurant est intitulé « le Bouchon Éphémère ». Le binôme est aidé par Jérémy. Pendant les préparatifs du second jour, le ton monte entre Kévin et Florian et nécessite une intervention de Philippe Etchebest.
Le second soir arrivé, onze habitants d'Épernon viennent visiter les devantures et lire les menus des trois établissements. Ils votent ensuite pour les deux restaurants qu'ils veulent essayer. Les votes sont dépouillés et permettent aux restaurants d'Adel et Christophe (10 voix) et de Florian et Kévin (7 voix) d'ouvrir. Le menu jugé complexe du restaurant de Xavier et Olivier (5 voix seulement), ne pourra être dégusté. Ces deux candidats iront donc en dernière chance. La dégustation commence ensuite pour les deux restaurants retenus. Les onze habitants ainsi que Philippe Etchebest, Jean-François Piège, Hélène Darroze et Michel Sarran vont d'abord à l'Épicurieux où Christophe, Adel et Vanessa réalisent leur show culinaire au dressage. Le jury va ensuite au Bouchon éphémère où le service se passe dans la bonne humeur. Après les dégustations, les quinze membres du jury votent pour le restaurant qu'ils ont préféré.
De retour dans les cuisines de Top Chef, les candidats prennent connaissance du verdict par un tirage de couteau. L'épreuve est remportée par Florian et Kévin qui ont emporté le vote des quatre chefs, le score global n'étant pas communiqué,,.
Adel et Christophe rejoignent donc Olivier et Xavier en épreuve de la dernière chance. Les quatre candidats ont une heure pour travailler la caille. Après dégustation à l'aveugle par les quatre chefs, la Caille en deux cuissons aux raisins (Adel) est coup de cœur du jury et qualifiée en premier, suivie par la Caille au jus gourmand et petits lardons (Olivier). L'élimination se joue entre la Caille à la purée de céleri et carottes confites et le Suprême de caille au jus de rutabagas au miel. C'est finalement le suprême, au jus trop amer, qui n'est pas retenu, entraînant l'élimination de Christophe,,,,,,.

### Épisode 9
Cet épisode est diffusé pour la première fois le lundi 23 mars 2015.
Les cinq candidats encore dans la compétition s'affrontent au cours d'une première épreuve dont le thème est donné par Jean-François Piège et le maraîcher Joël Thiébault : ils ont une heure trente pour sublimer les grands classiques des salades composées, attribuées par le chef Piège à chaque candidat. Seules les deux assiettes les plus séduisantes visuellement seront dégustées pour décrocher la place qualificative pour la semaine suivante.
| Candidat | Salade imposée      | Plat réalisé                                           | Sélection au visuel                      | Verdict à la dégustation                                       |
| -------- | ------------------- | ------------------------------------------------------ | ---------------------------------------- | -------------------------------------------------------------- |
| Kévin    | Salade César        | Millefeuille de salade Caesar                          | -                                        | -                                                              |
| Florian  | Salade océane       | Roulés de Saint-jacques, artichauts et tomates océanes | Plat sélectionné par Joël Thiébault      | Plat retenu. Le candidat est qualifié pour la semaine suivante |
| Adel     | Salade périgourdine | Millefeuille et sa vinaigrette de foie gras            | -                                        | -                                                              |
| Xavier   | Salade niçoise      | Coulis de salade garni d'un petit potager niçois       | Plat sélectionné par Jean-François Piège | -                                                              |
| Olivier  | Salade paysanne     | Raviole de salade paysanne et vinaigrette au lard      | -                                        | -                                                              |

Au visuel, Joël Thiébault retient l'assiette de Florian et Jean-François Piège celle de Xavier. Après dégustation de ces deux assiettes, c'est celle de Florian qui est retenue. Le candidat est qualifié pour la semaine suivante du concours.
Pour la seconde épreuve, les quatre candidats restant se rendent dans les cuisines du restaurant trois étoiles le Pavillon Ledoyen, où les attend le chef multi-étoilé Yannick Alléno. Celui-ci leur a préparé un panier contenant une sole et des légumes de saison et leur demande de réaliser une assiette « trois étoiles » en deux heures, comprenant une sauce.
Adel réalise une sole farcie céleri, pomme verte et coriandre, sauce gingembre. Olivier, après un lent démarrage, improvise une sole farcie citron kumbawa et persil, sauce pomme verte et verveine. Kévin (qui a déjà travaillé pour Alléno, tout comme Adel) réalise une sole farcie à la betterave et au raifort et sauce façon bortsch. Enfin Xavier fait une sole façon meunière cuite sur arête et sauce yuzu, citron vert. Yannick Alléno reste aux côtés des candidats pendant l'épreuve, en leur mettant la pression et en rappelant son niveau d'exigence sur les sauces.
Au bout du temps imparti, Yannick Alléno examine les assiettes des candidats pour choisir celles qui méritent d'être dégustées. Il écarte l'assiette d'Adel et l'envoie directement en dernière chance. Il donne vingt minutes supplémentaires à Xavier pour corriger les erreurs techniques de son plat, ainsi qu'à Olivier, dont il trouve le plat bien pensé et à Kévin. Après le temps supplémentaire, l'assiette de Xavier est également écartée. Seules les assiettes de Kévin et Olivier sont dégustées par Alléno et sa brigade, qui donnent la victoire à Olivier, pour la justesse de cuisson et la beauté de son plat.
Adel, Kévin et Xavier doivent se départager en dernière chance dans les cuisines de Top Chef. Ils ont une heure pour réaliser un plat autour de la pomme de terre. Kévin travaille la pomme Agata. Adel réalise un risotto de pommes de terre. Xavier se lance sur une salade de pommes de terre alsacienne.
Les trois assiettes sont dégustées à l'aveugle par Philippe Etchebest, Hélène Darroze, Michel Sarran et Jean-François Piège. Chaque plat est coup de cœur pour un chef différent. C'est le risotto de pommes de terre, jugé un peu moins équilibré, qui est écarté par le jury. Adel est donc éliminé,,,,,.

### Épisode 10
Cet épisode est diffusé pour la première fois le lundi 30 mars 2015.
Le dernier carré de candidats, Xavier, Florian, Olivier et Kévin, s'affronte en quarts de finale. Un candidat sera qualifié au terme de chacune des deux épreuves de l'épisode, les deux derniers candidats se départageant en dernière chance.
Les candidats sont accueillis par Philippe Etchebest qui leur présente deux chefs français travaillant aux États-Unis : Dominique Crenn (première femme chef à y avoir eu deux étoiles) et Ludo Lefebvre (trois restaurants à Los Angeles). Les candidats sont répartis en deux binômes : Kévin et Olivier, dirigés par Dominique Crenn ; Florian et Xavier, dirigés par Ludo Lefebvre. Les candidats ont deux heures pour réaliser en binôme un plat gastronomique à partir d'un panier de produits typiquement français (lotte, cidre, légumes, etc.) et un second plat individuellement à partir d'un panier de produits typiquement américains (saucisses, maïs, ketchup, poulet, cola, etc.). L''assiette individuelle servira à qualifier le meilleur candidat parmi le binôme dont la première assiette aura été préférée par Philippe Etchebest.
À la dégustation, le chef Etchebest trouve la lotte de Florian et Xavier trop cuite, mais l'assiette est quand même jugée très bonne grâce à sa purée de céleri. Philippe Etchebest préfère néanmoins le plat de lotte crue d'Olivier et Kévin, dont il salue la prise de risques. Les assiettes individuelles de Kévin et Olivier sont ensuite dégustées par Ludo Lefebvre, chef du binôme perdant. Il apprécie les boulettes de viande et haricots sauce sucrée-salée d'Olivier qui évoquent le Texas ainsi que le hot-dog revisité de Kévin qui rappelle les matchs de baseball. Ludo Lefebvre donne la victoire à Kévin qui est donc le premier candidat qualifié pour la demi-finale.
Pour la seconde épreuve, c'est Michel Sarran qui défie les trois candidats restants avec une épreuve sous le signe des femmes : le jury est composé d'Hélène Darroze, de neuf autres femmes chefs étoilées  et de Jacotte Brazier (petite-fille d'Eugénie Brazier). Pour ce jury, les candidats doivent revisiter en trois heures deux plats emblématiques de la cuisine française inventés par des mères cuisinières : la poularde demi-deuil de la mère Brazier et la tarte des sœurs Tatin.
Les candidats sont aidés en cuisine par Michel Sarran, qui leur ajoute une difficulté : les candidats devront cuire la poularde avec une cuisson à l'étouffée : soit en cocotte lutée, soit en vessie (en). Olivier choisit la cuisson lutée tandis que Florian et Xavier optent pour la cuisson en vessie, qu'ils ne maîtrisent pas. En dessert, Xavier réalise une Tatin d'ananas et crumble aux épices, Florian lance une Tatin poire-figues tandis qu'Olivier compose une tarte Tatin sucrée salée avec des poires et de la betterave.
Les candidats apportent ensuite chacun leur tour leur plat au jury. Les trois plats présentent chacun des défauts, en particulier celui de Florian, dont la poularde n'est pas assez cuite. Les candidats amènent ensuite leur dessert. Celui de Xavier est apprécié. Celui d'Olivier plaît moins et la tarte Tatin de Florian est jugée pas réussie. Après les délibérations du jury, Jacotte Brazier annonce que le gagnant de l'épreuve est Xavier, qui se qualifie à son tour en demi-finale.
Olivier et Florian se retrouvent face à face pour la dernière épreuve de la dernière chance de la saison. Ils ont une heure pour cuisiner autour du thème des coquillages et crustacés. Les plats sont dégustés à l'aveugle par Jean-François Piège, Philippe Etchebest, Hélène Darroze et Michel Sarran. Les quatre jurés dégustent d'abord les Coquillages et crustacés dans tous leurs états (plat de Florian) qu'ils trouvent maîtrisés, avec des assaisonnements justes mais difficiles à comprendre et peu cohérents. Ils goûtent ensuite aux Saint-jacques poêlées, jus de coquillages à l'estragon (Olivier) qu'ils trouvent bonnes, malgré un manque de surprises. Les candidats viennent ensuite écouter le verdict : les chefs estiment que les deux candidats sont un peu passés à côté de l'épreuve et ils décident de retenir les Saint-jacques poêlées, ce qui qualifie Olivier. Florian est éliminé,,,.

### Épisode 11
Cet épisode est diffusé pour la première fois le lundi 6 avril 2015.
Il s'agit de la demi-finale du concours. Des nouvelles règles sont mises en place pour la demi-finale à partir de cette saison : elle départage les trois derniers candidats (et non plus les quatre derniers comme lors des quatre saisons précédentes). Chacun des trois demi-finalistes crée lui-même sa propre épreuve et l'impose à ses adversaires. S'il la gagne, personne ne marque de points. S'il ne la gagne pas, les adversaires classés devant lui marquent chacun un point. Seront qualifiés pour la finale les deux candidats ayant marqué le plus de points au terme des trois épreuves.
La première épreuve, dont le thème est imaginé par Xavier, a lieu au château de Neuville, dans les Yvelines. Xavier demande de réaliser un plat à base de gibier en deux heures. Au garde-manger, Kévin prend du faisan, tandis que Xavier et Olivier prennent du chevreuil. En cuisine, les candidats sont suivis par Philippe Etchebest.
Les plats des candidats sont dégustés à l'aveugle par Hélène Darroze, Michel Sarran et Jean-François Piège. L'assiette de faisan (Kévin) présente des problèmes de cuisson. L'assiette de Chevreuil de Xavier propose des choses intéressantes, malgré une cuisson un peu juste et un tartare qui rebute Hélène Darroze. Enfin l'assiette d'Olivier suscite des réserves de par le trop grand nombre d'ingrédients qui la dévalorise. À l'issue des dégustations, Stéphane Rotenberg annonce aux candidats que Xavier a remporté son épreuve.
La seconde épreuve est proposée par Kévin et porte sur le thème du trompe-l'œil : les candidats doivent réaliser en trois heures un plat salé ayant l'apparence d'une bûche de Noël sucrée. Ils sont accompagnés en cuisine par Jean-François Piège. Kévin réalise une bûche foie gras, figue, framboise et pain d’épice. Xavier projette une bûche de la mer avec une mousse de fenouil et un biscuit au curry. Olivier sèche dans un premier temps avant de lancer une bûche fromage frais accompagnée de langoustines roulées dans du chou Pak-choi et insérée dans une seconde bûche à la mousse de foie gras.
La dégustation est faite à l'aveugle par Philippe Etchebest, Hélène Darroze et Michel Sarran. Ils commencent par la bûche de la mer qu'ils trouvent élégante et culottée. La bûche d'Olivier est jugée superbe et intelligente. Enfin la bûche de Kévin est jugée plus traditionnelle visuellement mais la « plus goûteuse » des trois propositions. Stéphane Rotenberg vient ensuite annoncer aux trois candidats que Kévin a remporté son épreuve.
La troisième et dernière épreuve de la demi-finale a lieu au marché de Meaux (Seine-et-Marne) où Michel Sarran retrouve les candidats. C'est au tour d'Olivier d'imposer son épreuve aux autres : il s'agit de sublimer un panier de légumes en deux heures, sans poisson ni viande. Olivier est un amoureux des légumes et a prévu de réaliser son  plat signature, « l'arlequin de légumes », comprenant des pâtes colorées aux jus de légumes et à l'encre de seiche et un crémeux d'artichauts et des petits légumes crus et cuits. En cours de préparation, Olivier prend du retard, alors qu'il s'est posé lui-même un gros défi en ayant imposé deux heures pour un plat qu'il réalise habituellement en trois heures. Kévin décide de son côté de s'inspirer de la recette de gargouillou de légumes de Michel Bras dans lequel chaque légume est cuisiné et assaisonné différemment. Xavier a l'idée d'une assiette qui ressemble à un petit jardin mais Michel Sarran n'est pas convaincu à l'énoncé de la recette qui lui semble trop dans l'assemblage et manque de cuisine. Xavier réagit en décidant de cuire et cuisiner un peu plus de légumes.
Les assiettes sont dégustées à l'aveugle par Jean-François Piège, Philippe Etchebest et Hélène Darroze. L'assiette de Xavier est jugée simple et maîtrisée mais manquant de personnalité. L'assiette d'Olivier Arlequin est trouvée très belle, comme un tableau, avec une forte maîtrise technique sur la raviole, mais le manque de temps du candidat se ressent dans l'assiette, notamment au travers d'un manque de légumes. L'assiette de Kévin Comme un gargouillou est jugée surprenante visuellement mais moins gustativement, avec quelques bémols sur le goût.
A l'issue des trois épreuves, chaque candidat se présente séparément devant le jury, en face d'un couteau fiché dans son fourreau. Après un échange avec les chefs sur le bilan qu'il tire du concours, chaque candidat tire son couteau. Xavier et Kévin tirent une lame acier et découvrent qu'ils sont qualifiés en finale. Tirant une lame orange, Olivier est éliminé, et prend la décision avec un fair-play exemplaire,,,.

### Épisode 12
Cet épisode est diffusé pour la première fois le lundi 13 avril 2015.
Il s'agit de la finale du concours qui, à partir de cette saison, ne comprend plus que la « grande finale » mettant face à face les deux derniers candidats (dans les quatre saisons précédentes, il y avait trois finalistes et une première épreuve éliminant un des finalistes).
Les deux finalistes, Kévin et Xavier se retrouvent à l'hôtel golf de Deauville. Ils vont devoir préparer un menu gastronomique en dix heures pour une centaine de convives, dont cent bénévoles de la Croix-Rouge et les quatre chefs de l'émission. Pour cela, huit anciens candidats de la saison reviennent leur prêter main-forte en tant que commis. Kévin ayant remporté le tirage au sort choisit sa première recrue parmi les huit anciens candidats et prend le demi-finaliste Olivier. Xavier prend ensuite Julien ; puis Kévin sélectionne Adel, Jean-Baptiste et Vanessa, à tour de rôle avec Xavier qui retient Martin, Jérémy puis Florian, le dernier candidat restant.
Xavier, qui n'a que dix-neuf ans, manque d'assurance pour diriger sa brigade. Il choisit un menu risqué avec des saveurs complexes comprenant un Foie gras poêlé, bouillon thaï et légumes croquants en entrée, une Noisette de chevreuil rôti, ketchup de betterave et châtaigne en plat et un dessert intitulé Quand l'avocat rencontre le pamplemousse.
Kévin mise sur un menu très grand public avec des produits simples et des saveurs populaires comprenant en entrée un Saumon confit, betterave fumée et pomme de terre fondante, en plat une Côte de veau rôtie, cannelloni végétarien et crispy d’échalote et en dessert un Croquant chocolat-caramel, glace au pop-corn. Il met en place une organisation très stricte avec ses commis.
Les quatre chefs vont tour à tout visiter les deux finalistes pendant leur temps de préparation pour leur donner leur avis sur leur menu et sur leur organisation.
Arrive le moment du service et des dégustations : l'entrée de Xavier recueille la préférence des chefs et des convives, ces derniers dégustant à l'aveugle un menu A et un menu B. Pour le plat, c'est la côte de veau de Kévin qui semble préférée, les chefs en particulier étant déçus par la cuisson du chevreuil de Xavier. Les desserts des deux candidats sont appréciés, celui de Xavier étant jugé plus « culotté » mais aussi déstabilisant,.
A l'issue du dîner, les chefs et les bénévoles disposent chacun de dix points à répartir entre les deux menus. Les quatre chefs reçoivent les deux finalistes et leur montrent leurs votes. Michel Sarran et Jean-François Piège attribuent sept points au menu de Kévin en trois à celui de Xavier, tandis qu'Hélène Darroze et Philippe Etchebest donnent six points à Kévin contre quatre à Xavier. Les votes des bénévoles sont glissés dans une urne et gardés secrets.
Quelques mois plus tard, les deux finalistes découvrent le résultat du scrutin, chacun de leur côté, entouré par leurs proches. Jean-François Piège et Philippe Etchebest sont venus porter les résultats à Xavier à Sierentz, en Alsace, tandis que Michel Sarran et Hélène Darroze sont auprès de Kévin à Bormes-les-Mimosas, dans le sud. Le vote du public est à l'inverse de celui des chefs. : Xavier Koenig l'emporte face à Kévin d'Andréa avec 62,23 % des points contre 37,77 %. Xavier remporte la somme de 62 230 euros, proportionnelle aux suffrages recueillis en sa faveur,,,.

## Audiences
| Épisode | Jour et horaire de diffusion              | Téléspectateurs | Parts de marché (sur les 4 ans et plus) | Référence |
| ------- | ----------------------------------------- | --------------- | --------------------------------------- | --------- |
| 1       | Lundi 26 janvier 2015 (20 h 50 - 23 h 30) | 3 294 000       | 13,7 %                                  | [ 102 ]   |
| 2       | Lundi 2 février 2015 (20 h 50 - 23 h 30)  | 3 313 000       | 14,3 %                                  | [ 103 ]   |
| 3       | Lundi 9 février 2015 (20 h 50 - 23 h 30)  | 3 124 000       | 13,2 %                                  | [ 104 ]   |
| 4       | Lundi 16 février 2015 (20 h 50 - 23 h 30) | 3 250 000       | 13,8 %                                  | [ 105 ]   |
| 5       | Lundi 23 février 2015 (20 h 50 - 23 h 30) | 3 116 000       | 13,7 %                                  | [ 106 ]   |
| 6       | Lundi 2 mars 2015 (20 h 50 - 23 h 30)     | 3 083 000       | 13,3 %                                  | [ 107 ]   |
| 7       | Lundi 9 mars 2015 (20 h 50 - 23 h 30)     | 2 637 000       | 12 %                                    | [ 108 ]   |
| 8       | Lundi 16 mars 2015 (20 h 50 - 23 h 30)    | 3 091 000       | 13,9 %                                  | [ 109 ]   |
| 9       | Lundi 23 mars 2015 (20 h 50 - 23 h 30)    | 3 083 000       | 13,5 %                                  | [ 110 ]   |
| 10      | Lundi 30 mars 2015 (20 h 50 - 23 h 30)    | 3 064 000       | 12,7 %                                  | [ 111 ]   |
| 11      | Lundi 6 avril 2015 (20 h 50 - 23 h 30)    | 3 207 000       | 13,6 %                                  | [ 112 ]   |
| 12      | Lundi 13 avril 2015 (20 h 50 - 23 h 30)   | 3 474 000       | 15,1 %                                  | [ 113 ]   |

## Réactions autour de l'émission

### Élimination d'Olivier Streiff en demi-finale
L'élimination en demi-finale d'Olivier, un des favoris du public qu'il avait séduit avec son look « gothique », crée la polémique, le public ne comprenant pas les résultats qui ne sont pas expliqués à l'antenne, alors que ce que le montage laisse apparaître comme délibérations du jury ne permettait pas d'imaginer ce verdict. Son élimination suscite des débats et des accusations de manipulation de la part de certains téléspectateurs.
La production révèle que le système de décompte des points adopté pour la demi-finale a été jugé trop complexe et a été simplifié au moment du montage, ce qui a entraîné la suppression des séquences donnant les résultats en points,,,.